# Anomala bilunata
Anomala bilunata es una especie de escarabajo del género Anomala, familia Scarabaeidae. Fue descrita científicamente por Fairmaire en 1888.
Esta especie se encuentra en el continente asiático. 